# Stellaria parva
Stellaria parva là loài thực vật có hoa thuộc họ Cẩm chướng. Loài này được Pedersen miêu tả khoa học đầu tiên năm 1961.